# 教育长
教育长可以指：
- 在日本，教育长（日语：/）是教育委员会的一员，也是教育委员会的事务执行负责人。日本《地方教育行政组织运行法》第13条指出：“教育长负责教育委员会的会务，代表教育委员会。”其待遇根据条例而定。2015年4月1日起施行了关于地方教育行政组织及运营的法律修订。[1] 因此，教育部决定将教育长和教育委员长合二为一，统一管理教育委员会，并在地方议会通过后，由议会长执行对教育长的任免。另外，任期改为3年（教育委员为4年）。[2]
- 中国部分高校（如中共中央党校、中国人民解放军国防科技大学、湖畔大学）也设置教育长一职，是负责分管教育的副校长的直接助手。